# كينيث أوميرو
كينيث أوميروو (بالإنجليزية: Kenneth Omeruo)‏ (ولد في 17 أكتوبر 1993)، هو لاعب كرة قدم نيجيري في مركز مدافع.

## وصلات خارجية
- كينيث أوميرو على موقع الاتحاد الدولي (مؤرشف)  (الإنجليزية)
- كينيث أوميرو على موقع اتحاد تركيا (لاعب) (الإنجليزية)
- كينيث أوميرو على موقع قاعدة بيانات كرة القدم.إي يو (الإنجليزية)
- كينيث أوميرو على موقع ناشيونال فوتبول تيمز (الإنجليزية)
- كينيث أوميرو على موقع Soccerbase.com (لاعب) (الإنجليزية)
- كينيث أوميرو على موقع Soccerway.com (الإنجليزية)
- كينيث أوميرو على موقع عالم كرة القدم.نت (الإنجليزية)
- كينيث أوميرو على موقع AS.com (الإسبانية)